# Daisuke Kitahara
Daisuke Kitahara (北原 大奨 Kitahara Daisuke?), född 4 april 1994 i Kanagawa prefektur, är en japansk fotbollsspelare.
Kitahara började sin karriär 2016 i YSCC Yokohama. 2019 flyttade han till Blaublitz Akita.